# Boule flamande
La boule flamande est un jeu de la famille des jeux de boules et des jeux de bourle. C'est un jeu populaire en Belgique, aux Pays-Bas et au Nord de la France où la pratique remonte au moins au XIVe siècle comme l'atteste un document du 4 août 1382 à Lille qui interdisait la pratique du jeu de bourle sur la voie publique.
En France, le jeu de boule flamande est inscrit à  l'Inventaire du patrimoine culturel immatériel en 2012.

## Règles du jeu

### Terrain et éléments matériels du jeu
Le bourloire est le terrain où on pratique la boule flamande. Actuellement en France les bourloires sont des terrains couverts qui permettent aux joueurs de pratiquer le jeu toute l'année. Dans d'autres époques, la boule flamande était joué sur de terrains ouverts, proches de cafés et places. Le terrain de jeu mesure environ 20 mètres de long par 3 mètres de large. Sur chaque extrémité du terrain se trouve une fosse et les boules qu'y tombent sont considérées hors jeu. 
Les étaques sont des rondelles en cuivre placés à 1 mètre de chaque extrémité du terrain de jeu. L'objectif du jeu est d'obtenir des points en plaçant les boules sur l'étaque ou au plus près possible. Afin de bien visualiser la distance entre les boules et l'étaque des cercles concentriques sont dessinés autour de celle-ci.
La boule flamande est une boule plate, une pièce cylindrique faite à partir d'une tranche de bois, généralement orme ou noyer, recouverte par une couche de caoutchouc. Plus récemment des boules faites à partir de résines de synthèse ont été fabriquées parce qu'elles ont une durabilité plus grande. Un côté de la boule est plus lourd que l'autre à fin de générer des effets quand elle est mise en mouvement. Le poids de la boule flamande varie entre 1,5 kg et 1,7 kg,.

### Déroulement d'une partie
La boule flamande est jouée entre deux équipes (bleu et rouge) composées de 2 à 14 personnes chacune. Les joueurs se divisent entre pointeurs et frappeurs. Les premiers sont ceux qui essayent de placer les boules sur l'étaque et les deuxièmes ceux qui essayeront d'enlever les boules adversaires qui font obstacle. À son tour, chaque joueur lancera seulement une boule.
L'équipe bleue est celle qui joue en premier et une fois que tous les joueurs de cette équipe ont joué c'est le tour de l'équipe rouge.  La stratégie de chaque équipe est définie par une personne appelée le meneur ou le commandant. Les parties se jouent à 12 points.

## Jeux similaires
- la bourle
- la pétanque
- le bowling
- les jeux de palets
- la boule ar Mestr
- la boule de fort